# Delia montium
Delia montium är en tvåvingeart som beskrevs av Willi Hennig 1974. Delia montium ingår i släktet Delia och familjen blomsterflugor.
Artens utbredningsområde är Italien. Inga underarter finns listade i Catalogue of Life.